# لیسه دریایی آبی‌رنگ
لیسه دریایی آبی‌رنگ (نام علمی: 'Glaucus atlanticus') (نام‌های معمول: پرستوی دریایی، گلوکوس آبی‌رنگ، لیسه اقیانوسی آبی‌رنگ) گونه‌ای لیسه دریایی لجه‌نشین، شکم‌پایی اقیانوسی و نرم‌تنی در تیره خاکستری‌لیسه‌سانان است. این جانور تنها گونه در سرده خاکستری‌لیسه‌ایان است ولی خویشاوندی نزدیکی با Glaucilla marginata، یکی دیگر از اعضای تیره خاکستری‌لیسه‌سانان دارد.
لیسه دریایی آبی‌رنگ ناوچه پرتغالی شکار می‌کند و نیش آن برای انسان‌ها دردناک و در بعضی موارد کشنده است.

## توصیف ظاهری

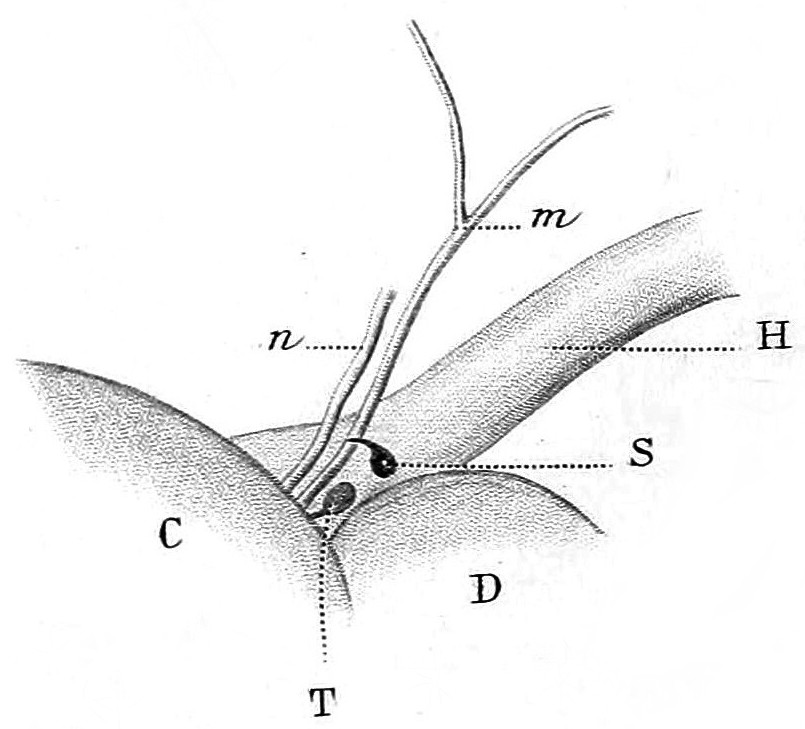
لیسه دریایی آبی‌رنگ

اندازه عادی این جانور به ۳ سانتی‌متر می‌رسد. رنگ آن در بخش پشتی خاکستری نقره‌ای است و روی شکم تاریک و آبی‌رنگ است. خط‌های آبی تاریکی نیز در لبه پاها وجود دارند. شکل بدن از سر تا ته باریک‌شونده و صاف است که شش پیوند فرعی از آن جدا می‌شوند. دندان‌های سوهانکی این جانور دارای شیارهای دندانه‌دانه بر تیغه خود هستند.

## گستره پراکندگی
این لیسه دریایی در مناطق لجه‌ای همه اقیانوس‌های جهان و در آب‌های معتدل و استوایی پیدا می‌شود. مناطقی که این جانور یافت می‌شود شامل کرانه‌های شرقی و جنوبی آفریقای جنوبی، آب‌های اروپا، کرانه شرقی استرالیا و موزامبیک می‌شوند. این جانور با کشش سطحی اقیانوس به بالا و پایین آب کشیده می‌شود.